# Ingeborg Hallstein
Ingeborg Hallstein (München, 23 mei 1936) is een Duitse operazangeres.

## Jeugd en opleiding
Ingeborg Hallstein werd geboren als dochter van de sopraanzangeres en zangpedagoge Elisabeth Hallstein. Op 16-jarige leeftijd, nog tijdens haar schooltijd, begon ze zang te studeren bij haar moeder.

## Carrière
In 1957 kreeg de pas 21-jarige Hallstein haar eerste verbintenis bij het Stadttheater Passau en debuteerde daar als Musetta in La Bohème van Giacomo Puccini. In 1958 kreeg ze een verbintenis bij het Theater Basel, maar werd al in 1959 als coloratuur-sopraan naar het Gärtnerplatztheater gehaald door Willy Duvoisin. In augustus 1960 debuteerde Hallstein als Rosina in La finta semplice van Wolfgang Amadeus Mozart bij de Salzburger Festspiele, waarheen ze tijdens haar carrière steeds weer terugkeerde. In 1966 werkte ze mee in de première van de opera Die Bassariden van Hans Werner Henze. Van hieruit werd ze door de toenmalige intendant Rudolf Hartmann voor de Bayerische Staatsoper gecontracteerd, waartoe ze van 1961 tot 1973 als permanent ensemblelid behoorde.
Door haar gezongen operapartijen waren onder andere die van Konstanze (Die Entführung aus dem Serail), Gilda (Rigoletto), Violetta (La traviata), Sophie (Der Rosenkavalier), Susanna (Le nozze di Figaro), Zerbinetta (Ariadne auf Naxos), Aminta (Die schweigsame Frau), Olympia (Les contes d'Hoffmann), Ninetta (Die Liebe zu den drei Orangen), Fiorilla (Il turco in Italia), Isabella (L'italiana in Algeri), Marzelline (Fidelio), Despina (Così fan tutte) en Adele (Die Fledermaus).
Ze gaf ook gastoptredens aan alle grote opera's ter wereld. Ze zong onder andere in de Deutsche Oper Berlin, de Hamburgse, de Stuttgarter en de Weense Staatsopera, bij het Teatro La Fenice in Venetië, het Teatro Colón in Buenos Aires, in het Royal Opera House in Londen onder Otto Klemperer en gaf onder Herbert von Karajan in 1962 vorm aan een van haar paraderollen, de 'Koningin van de Nacht' in Die Zauberflöte van Wolfgang Amadeus Mozart  bij het Theater an der Wien, ter gelegenheid van diens heropening. Met haar haarzuivere stem telt ze tot een van de belangrijkste sopranen van de tweede helft van de 20e eeuw. Naast de opera en operette vormde het kunstlied een verder artistiek middelpunt van Ingeborg Hallstein, dat ze tijdens talrijke liederavonden in het binnen- en buitenland demonstreerde.
Een exclusief contract met de Deutsche Grammophon (Polydor) resulteerde in opnamen van talrijke opera-, operette-, musical- en lieduitvoeringen. Naast haar opera- en concertactiviteiten werkte ze in talrijke tv-producties van opera's en operettes mee en trad ze ook op in grote tv-amusementsshows, waaronder de (Peter Alexander-show, Dalli Dalli, als gastster bij Klimbim, enz. In 1979 werd ze als professor voor zang aangesteld bij de Musikhochschule in Würzburg. Naar aanleiding van haar toenemende pedagogische werk trok ze zich daaropvolgend langzaamaan terug van het podium. Tot 2006 was ze werkzaam in Würzburg, tegenwoordig geeft ze alleen nog maar privé-onderricht, houdt vakcursussen in binnen- en buitenland en is een gevraagd jurylid bij zangconcoursen.

## Onderscheidingen
Voor haar verdiensten voor de nachwuchszangers kreeg Hallstein:
- 1976: het Bundesverdienstkreuz
- 1996: het Bundesverdienstkreuz 1e Klasse
- 1999: de Bayerische Verdienstorden
- 2007: het Ehrenprotektorat van de Johann Strauß Gesellschaft voor haar inzet voor de muziek van Johann Strauss sr.

## Discografie (keuze)
- Ingeborg Hallstein singt Mozart, Munich Records, 1993
- Great Recordings of the Century: Ludwig van Beethoven: Fidelio, EMI Music Classics, London Philharmonic Orchestra, Klemperer, Frick, Vickers, Ludwig
- Händel: Xerxes (Orfeo-totaalopname: Kubelik, Töpper, Wunderlich)
- Emmerich Smola/Ingeborg Hallstein: Höhepunkte 1961–1972
- Ingeborg Hallstein: Eine Sängerin von heute, Eurodisc 78465
- Mozart: Lieder, Salzburg 1958–1984, Orfeo-Live Recordings, Salzburger Festspiele, dokumenten
- Große Mozartsänger Vol. 4 (Konzertarien 1956–1970), Orfeo, Camerata Academica Salzburg, Paumgartner
- Lortzing: Zar und Zimmermann – Highlights (Deutsche Grammophon, Bamberger Symphoniker, Hans Gierster, Wunderlich, Fischer-Dieskau, u.a.)
- Henze: Die Bassariden (Orfeo-totaalopname, Wiener Philharmoniker, Dohnányi, Loren Driscoll)
- Fernsehwunschkonzert mit Ingeborg Hallstein, 2006
- Ingeborg Hallstein – Ein Porträt, 4-CD-Set, Artone, 2005
- Benatzky: Im weißen Rößl (Eurodisc/Sony Music Entertainment, Fehring, Alexander, Köth, Schock); ook als Amiga-LP 845223 – overname door Ariola-Eurodisc.
- Emmerich Kálmán: Gräfin Mariza. muzikale totaalopname. I. Hallstein, P. Alexander. Dir. Franz Marszalek. Karussel 2430266. Polydor 1969
- Johann Strauss jr.: Eine Nacht in Venedig. muzikale totaalopname. I. Hallstein, P. Alexander. Dir. Franz Marszalek. Karussel 2430263. Polydor 1969
- Operettenquerschnitte: Die Fledermaus, Der Zigeunerbaron, Eine Nacht in Venedig, Der Vogelhändler, Die Dubarry, Der Bettelstudent, Gräfin Mariza, Das Land des Lächelns, Die lustige Witwe, Boccaccio, Die Rose von Stambul, Dirigent: Franz Marszalek. Pariser Leben, Dirigent: Franz Allers
- West Side Story/Mary Poppins. Musical-hoogtepunten door Leonard Bernstein, Richard Sherman en Robert Sherman in de Duitse taal. Ingeborg Hallstein en anderen. Polydor 2428107. 1967

## Filmografie
- 1962: Drei Männer spinnen
- 1964: Wälsungenblut
- 1965: Das Kabinett des Professor Enslen
- 1966: Robert und Elisabeth
- 1966: Die Tänzerin Fanny Elßler
- 1970: Der Bettelstudent
- 1970: Die Zirkusprinzessin
- 1971: Wiener Blut
- 1975: Frau Luna
- 1976: Madame Pompadour

- Bibsys: 2102317
- Biblioteca Nacional de España: XX963802
- Bibliothèque nationale de France: cb139266506 (data)
- CiNii: DA12310173
- Gemeinsame Normdatei: 123942993
- International Standard Name Identifier: 0000 0000 7363 7732
- Library of Congress Control Number: n78059668
- Nationale Bibliotheek van Letland: 000342164
- MusicBrainz: eddcd1cb-4af2-4ad0-bf75-7c091f60f08b
- Nationale Bibliotheek van Tsjechië: pna2009505075
- Nationale Bibliotheek van Israël: 987007336572605171
- Nationale Bibliotheek van Polen: a0000001905031
- Nederlandse Thesaurus van Auteursnamen: 073661856
- Système universitaire de documentation: 084289538
- Virtual International Authority File: 2658978
- WorldCat: E39PBJfh7kCfwfxjrkCh6hHHmd